# Mistrzostwa Europy w Lekkoatletyce 2018 – rzut młotem mężczyzn
Rzut młotem mężczyzn – jedna z konkurencji technicznych rozgrywanych podczas lekkoatletycznych mistrzostw Europy na Olympiastadion w Berlinie.
Tytułu Mistrza Europy bronił Paweł Fajdek.

## Rekordy
Tabela prezentuje rekord świata, rekord Europy, rekord mistrzostw Europy, najlepsze osiągnięcie na Starym Kontynencie, a także najlepszy rezultat na świecie w sezonie 2018 przed rozpoczęciem mistrzostw.
|                                        | Zawodnik         | Wynik | Miejsce        | Data                  |
| -------------------------------------- | ---------------- | ----- | -------------- | --------------------- |
| Rekord świata                          | Jurij Siedych    | 86,74 | Stuttgart      | 30 sierpnia 1986(dts) |
| Rekord Europy                          | Jurij Siedych    | 86,74 | Stuttgart      | 30 sierpnia 1986(dts) |
| Rekord mistrzostw Europy               | Jurij Siedych    | 86,74 | Stuttgart      | 30 sierpnia 1986(dts) |
| Najlepszy wynik na świecie w 2018 roku | Wojciech Nowicki | 81,85 | Székesfehérvár | 2 lipca 2018(dts)     |
| Najlepszy wynik w Europie w 2018 roku  | Wojciech Nowicki | 81,85 | Székesfehérvár | 2 lipca 2018(dts)     |

## Najlepsze wyniki w Europie
Poniższa tabela przedstawia 10 najlepszych rezultatów na Starym Kontynencie w 2018 roku tuż przed rozpoczęciem mistrzostw.
| Poz. | Zawodnik           | Reprezentacja   | Wynik | Data i miejsce          |
| ---- | ------------------ | --------------- | ----- | ----------------------- |
| 1.   | Wojciech Nowicki   | Polska          | 81,85 | 2 lipca, Székesfehérvár |
| 2.   | Paweł Fajdek       | Polska          | 81,14 | 2 lipca, Székesfehérvár |
| 3.   | Nick Miller        | Wielka Brytania | 80,26 | 8 kwietnia, Gold Coast  |
| 4.   | Bence Halász       | Węgry           | 79,57 | 2 czerwca, Budapeszt    |
| 5.   | Eşref Apak         | Turcja          | 78,59 | 20 maja, Mersin         |
| 6.   | Siarhiej Kałamojec | Białoruś        | 78,13 | 14 kwietnia, Mińsk      |
| 7.   | Hleb Dudarau       | Białoruś        | 78,04 | 20 kwietnia, Lawrence   |
| 8.   | Pawieł Barejsza    | Białoruś        | 77,37 | 22 czerwca, Mińsk       |
| 9.   | Marcel Lomnický    | Słowacja        | 77,00 | 8 czerwca, Chorzów      |
| 10.  | Quentin Bigot      | Francja         | 76,98 | 28 czerwca, Metz        |

## Terminarz
| Data       | Godzina |              |
| ---------- | ------- | ------------ |
| 6 sierpnia | 16:05   | Kwalifikacje |
| 7 sierpnia | 18:45   | Finał        |

## Wyniki

### Kwalifikacje
Awans: 76,00 m (Q) lub 12 najlepszych rezultatów (q).
| Poz. | Grupa | Zawodnik             | Reprezentacja                      | Próby | Próby | Próby | Wynik | Uwagi |
| Poz. | Grupa | Zawodnik             | Reprezentacja                      | 1     | 2     | 3     | Wynik | Uwagi |
| ---- | ----- | -------------------- | ---------------------------------- | ----- | ----- | ----- | ----- | ----- |
| 1.   | B     | Paweł Fajdek         | Polska                             | 74,61 | 77,86 |       | 77,86 | Q     |
| 2.   | A     | Bence Halász         | Węgry                              | 76,81 |       |       | 76,81 | Q     |
| 3.   | B     | Pawieł Barejsza      | Białoruś                           | 74,34 | 76,47 |       | 76,47 | Q     |
| 4.   | A     | Wojciech Nowicki     | Polska                             | 76,03 |       |       | 76,03 | Q     |
| 5.   | A     | Michail Anastasakis  | Grecja                             | 73,72 | 75,61 | 72,87 | 75,61 | q     |
| 6.   | B     | Eivind Henriksen     | Norwegia                           | 74,54 | 74,36 | 75,14 | 75,14 | q     |
| 7.   | A     | Serghei Marghiev     | Mołdawia                           | 75,10 | 73,51 | 74,31 | 75,10 | q     |
| 8.   | B     | Marcel Lomnický      | Słowacja                           | 72,26 | x     | 75,08 | 75,08 | q     |
| 9.   | A     | Iwan Cichan          | Białoruś                           | 72,53 | 74,67 | 74,31 | 74,67 | q     |
| 10.  | B     | Hlib Piskunow        | Ukraina                            | 72,40 | x     | 74,18 | 74,18 | q     |
| 11.  | B     | Nick Miller          | Wielka Brytania                    | 73,79 | x     | –     | 73,79 | q     |
| 12.  | A     | Dienis Łukjanow      | Autoryzowani lekkoatleci neutralni | 72,06 | 72,35 | 73,19 | 73,19 | q     |
| 13.  | A     | Marco Lingua         | Włochy                             | x     | x     | 73,07 | 73,07 |       |
| 14.  | B     | Ołeksij Sokyrski     | Autoryzowani lekkoatleci neutralni | 72,97 | 70,97 | 71,85 | 72,97 |       |
| 15.  | A     | Javier Cienfuegos    | Hiszpania                          | 72,76 | 71,27 | 71,94 | 72,76 |       |
| 16.  | A     | Quentin Bigot        | Francja                            | 72,73 | 72,12 | 72,33 | 72,73 |       |
| 17.  | B     | Eşref Apak           | Turcja                             | 72,70 | x     | 71,88 | 72,70 |       |
| 18.  | A     | Hleb Dudarau         | Białoruś                           | x     | 71,41 | 72,19 | 72,19 |       |
| 19.  | A     | Özkan Baltacı        | Turcja                             | 71,55 | 71,35 | x     | 71,55 |       |
| 20.  | A     | Henri Liipola        | Finlandia                          | 70,86 | 71,34 | 68,75 | 71,34 |       |
| 21.  | B     | Simone Falloni       | Włochy                             | 70,77 | 71,03 | 69,58 | 71,03 |       |
| 22.  | B     | Denzel Comenentia    | Holandia                           | x     | 66,10 | 70,70 | 70,70 |       |
| 23.  | B     | Wołodymyr Mysływczuk | Ukraina                            | 69,57 | x     | 70,59 | 70,59 |       |
| 24.  | A     | Chris Bennett        | Wielka Brytania                    | 70,57 | 70,34 | x     | 70,57 |       |
| 25.  | A     | Serhij Reheda        | Ukraina                            | 67,81 | 70,39 | x     | 70,39 |       |
| 26.  | B     | Bence Pásztor        | Węgry                              | 69,02 | 69,66 | 68,85 | 69,66 |       |
| 27.  | A     | Anders Eriksson      | Szwecja                            | x     | 69,19 | x     | 69,19 |       |
| 28.  | B     | David Söderberg      | Finlandia                          | 69,18 | 68,15 | 67,21 | 69,18 |       |
| 29.  | B     | Nejc Pleško          | Słowenia                           | x     | 68,29 | x     | 68,29 |       |
| 30.  | B     | Pedro José Martín    | Hiszpania                          | x     | x     | 67,56 | 67,56 |       |

### Finał
| Kol.   | Zawodnik            | Reprezentacja                      | Próby | Próby | Próby | Próby | Próby | Próby | Wynik | Uwagi |
| Kol.   | Zawodnik            | Reprezentacja                      | 1     | 2     | 3     | 4     | 5     | 6     | Wynik | Uwagi |
| ------ | ------------------- | ---------------------------------- | ----- | ----- | ----- | ----- | ----- | ----- | ----- | ----- |
| złoto  | Wojciech Nowicki    | Polska                             | 77,19 | 80,00 | 80,12 | 79,00 | x     | 78,81 | 80,12 |       |
| srebro | Paweł Fajdek        | Polska                             | 78,69 | x     | x     | x     | 78,34 | 76,02 | 78,69 |       |
| brąz   | Bence Halász        | Węgry                              | 77,15 | x     | x     | x     | 77,36 | x     | 77,36 |       |
| 4.     | Pawieł Barejsza     | Białoruś                           | x     | 75,20 | x     | 75,02 | 75,47 | 77,02 | 77,02 |       |
| 5.     | Eivind Henriksen    | Norwegia                           | 76,05 | 76,71 | 76,86 | 74,58 | 75,89 | x     | 76,86 | NR    |
| 6.     | Iwan Cichan         | Białoruś                           | 73,85 | x     | 74,05 | 75,12 | 75,79 | 75,23 | 75,79 | SB    |
| 7.     | Hlib Piskunow       | Ukraina                            | 73,99 | 73,68 | 72,80 | 73,41 | 74,62 | 72,68 | 74,62 |       |
| 8.     | Serghei Marghiev    | Mołdawia                           | 72,72 | 74,47 | 73,76 | x     | 73,06 | x     | 74,47 |       |
| 9.     | Michail Anastasakis | Grecja                             | 73,33 | x     | 72,35 |       |       |       | 73,33 |       |
| 10.    | Nick Miller         | Wielka Brytania                    | 73,16 | x     | x     |       |       |       | 73,16 |       |
| 11.    | Marcel Lomnický     | Słowacja                           | x     | x     | 72,74 |       |       |       | 72,74 |       |
| 12.    | Dienis Łukjanow     | Autoryzowani lekkoatleci neutralni | x     | 69,64 | 71,71 |       |       |       | 71,71 |       |